# Nová Dedinka
Nová Dedinka é um município da Eslováquia, situado no distrito de Senec, na região de Bratislava. Tem 10,24 km² de área e sua população em 2019 foi estimada em 2823 habitantes.

## Demografia
| Ano:        | 1994 | 2004   | 2014    | 2024    |
| ----------- | ---- | ------ | ------- | ------- |
| Broj ljudi: | 1592 | 1751   | 2315    | 3608    |
| Razlika:    |      | +9,98% | +32,21% | +55,85% |

| Ano:               | 2023 | 2024   |
| ------------------ | ---- | ------ |
| Número de pessoas: | 3533 | 3608   |
| Diferença:         |      | +2,12% |